# タイ国家原子力技術研究所

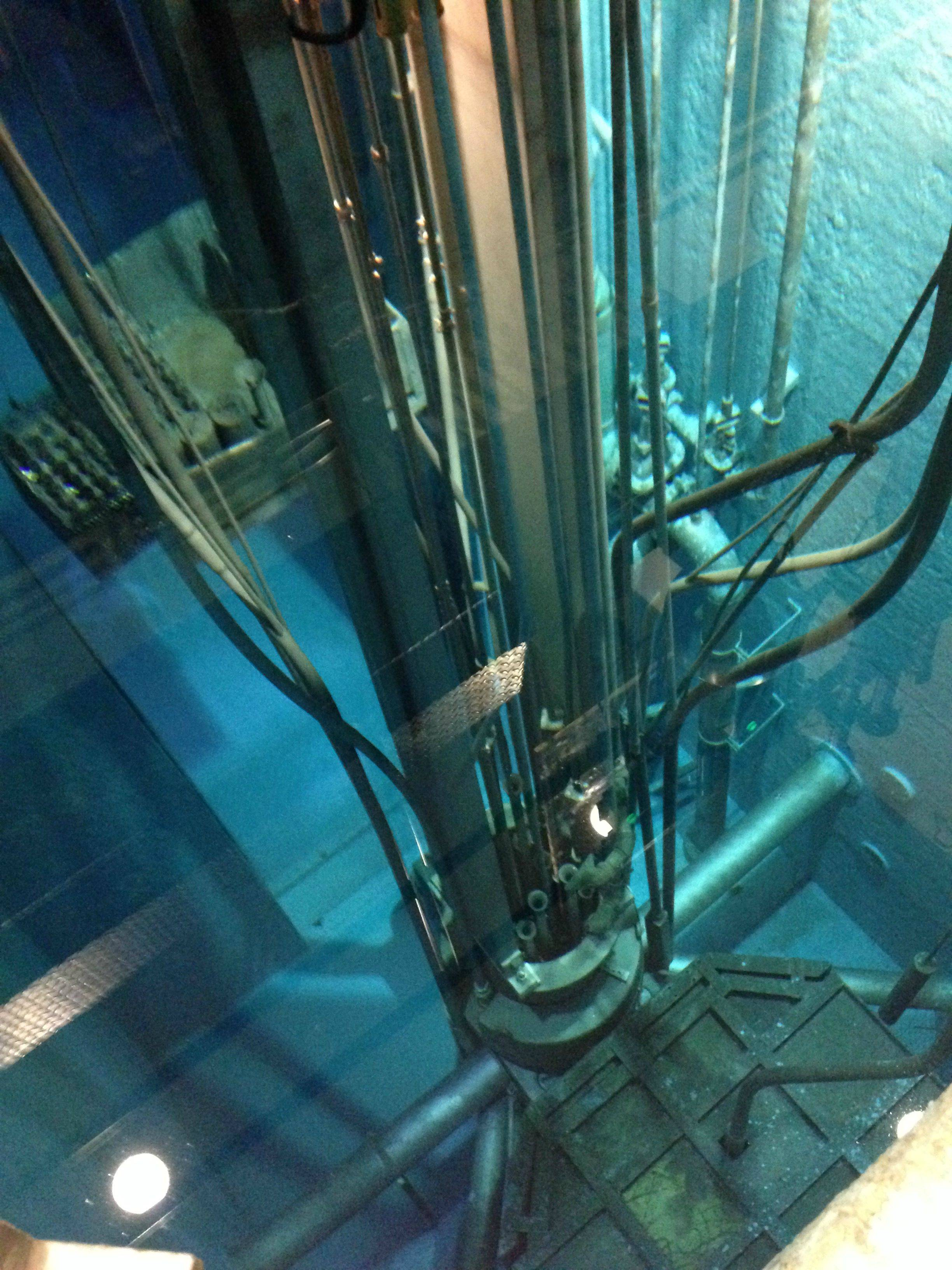
TRR1/M1 research reactor タイ国家原子力技術研究所

タイ国家原子力技術研究所 (タイ語:สถาบันเทคโนโลยีนิวเคลียร์แห่งชาติ タイ略称:สทน.、英語：Thailand Institute of Nuclear Technology:TINT）は、タイ王国 内閣 科学技術省の研究所。2006年設置。 「タイ原子力技術研究所」、「タイ国立原子力研究所」とも呼ばれる。

## 概要
原子力技術研究所は、2002年、旧原子力平和利用事務局（OAEP）が改組された際に、研究部門が分離し、2006年に民間企業と政府を繋ぐ公的機関として設立された。タイ王国の持続的な発展のために、原子力エネルギー利用に関する研究開発、原子力に関わる人材の育成を行っている。さらに、原子力エネルギー利用に対する理解、教育を広め、協力関係の醸成のために広報活動を行っている。
研究所は医学、生物工学、農業、材料化学、環境、核安全技術の実用分野でも利用されており、核関連実験をおよび計測のほかに、アイソトープ製品、食品・医療・農業分野での放射線照射製品、遺伝子改変、核廃棄物関連の実験運用を行っている。

## 歴史
（タイ原子力平和利用事務局の歴史を参照ください。）

## 所在地

### 本部
- ナコーンナーヨック県オンカラック郡 タムボン・サーイムーン 　ムーバーン7　9/9

（9/9 หมู่ที่ 7 ต.ทรายมูล อ.องครักษ์ จ.นครนายก 26120）

### チャトゥチャック・オフィス
- バンコク　チャトゥチャック区 ラートヤーウ地区 ウィパーワディランシット16

（16 ถ.วิภาวดีรังสิต ลาดยาว จตุจักร กรุงเทพฯ 10900）

## 部局
- 行政部（กลุ่มบริหารจัดการ）
- 原子力事業開発部（กลุ่มพัฒนาธุรกิจนิวเคลียร์）
- 原子力研究開発部（กลุ่มวิจัยและพัฒนานิวเคลียร์）
- 原子力技術運用部（กลุ่มปฏิบัติการเทคโนโลยีนิวเคลียร์）

### 内部センター
（すべて原子力事業開発部の管理下）
- 放射線照射センター（ศูนย์ฉายรังสี）  (TIC)
- アイソトープ生産センター （ศูนย์ผลิตไอโซโทป）
- 放射線廃棄物処理センター（ศูนย์จัดการกากกัมมันตรังสี）
- 原子力技術運用センター（ศูนย์บริการเทคโนโลยีนิวเคลียร์） -核安全技術関連
- 遺伝子照射センター（ศูนย์ฉายรังสีอัญมณี） (GIC)

## 施設
3か所の事務所・研究施設を持つ。バンコク・チャトゥチャック・オフィス、パトゥンタニー県の第5運河放射線照射センター（ศูนย์ฉายรังสีคลองห้า）、ナコーンナーヨック県オンカラック郡のオンカラック原子力研究センター（ศูนย์วิจัยนิวเคลียร์องครักษ์）の3施設がある。

## 海外との関係
IAEAに加盟。アジア核訓練教育プログラム（ANTEPA）の枠組みで、日本から人材育成の支援を受けている。また、1994 - 2008年の間、日本原子力研究開発機構によって研究炉の安全運転に関する情報交換、人材協力が行われた。

## 関連事項
- 科学技術省 (タイ)
- タイ原子力平和利用事務局